# Кривня (Русенська область)
Кри́вня (болг. Кривня) — село в Русенській області Болгарії. Входить до складу общини Ветово.

## Населення
За даними перепису населення 2011 року у селі проживали 570 осіб.
Національний склад населення села:
| Національність   | Кількість осіб | Відсоток |
| ---------------- | -------------- | -------- |
| болгари          | 300            | 52,8%    |
| цигани           | 149            | 26,2%    |
| інша             | 0              | 0%       |
| Всього відповіли | 568            |          |

Розподіл населення за віком у 2011 році:
Динаміка населення: